# Хаферла
Хаферла (нем. Haverlah) — община в Германии, город земельного подчинения, расположен в земле Нижняя Саксония.
Входит в состав района Вольфенбюттель. Подчиняется управлению Баддеккенштедт. Население составляет 1587 человек (на 31 декабря 2010 года). Занимает площадь 16,84 км².
Коммуна подразделяется на 3 сельских округа.
| Год  | Население |
| ---- | --------- |
| 1990 | 1436      |
| 1995 | 1499      |
| 2000 | 1707      |
| 2005 | 1743      |
| 2010 | 1590      |